# Исландская хоккейная лига 2008/2009
В 2008—2009 годах прошел 18-й сезон Исландской хоккейной лиги.

## Регулярный сезон
|    | Клуб      | И  | В  | ВО | ПО | П  | Голы    | Очки |
| -- | --------- | -- | -- | -- | -- | -- | ------- | ---- |
| 1. | Акюрейри  | 20 | 16 | 0  | 0  | 4  | 113:067 | 48   |
| 2. | Рейкьявик | 20 | 10 | 1  | 0  | 9  | 097:113 | 32   |
| 3. | Бьёрнин   | 20 | 3  | 0  | 1  | 16 | 075:105 | 10   |

И = Игры, В = Выигрыш, Н = Ничья, П = Поражение, ВО = Выигрыш в овертайме, ПО = Поражение в овертайме

## Финал
Матчи прошли 22, 25, 27, 29 и 31 марта 2009:
- Акюрейри - Рейкьявик 1:3 (5:6, 4:5, 5:4 от, 3:7)

## Статистика и рекорды
- Было сыграно 34 матча, в которых забито 324 гола (9,53 за игру).
- Крупнейшая победа: (31.01.2009) «Рейкьявик» - «Акюрейри» 2-11;
- Самый результативный матч: (25.11.2008) «Бьёрнин» - «Акюрейри» 11-5
- Самый нерезультативный матч: (27.02.2009) «Акюрейри» - «Бьёрнин» 3-0
- Лучший игрок (гол+пас): Джош Гриббен (Josh Gribben, Канада, «Акюрейри») — 51 очко (32 гола и 19 пасов)